# Peter Konyegwachie
Peter Konyegwachie (* 26. November 1965 in Lagos) ist ein ehemaliger nigerianischer Boxer.

## Werdegang
Der 1,61 m große rechtsauslegende Federgewichtler gewann 1982 die Commonwealth Games in Brisbane und 1983 die Commonwealth-Meisterschaften in Belfast. Bei den Weltmeisterschaften 1982 in München, unterlag er in der Vorrunde gegen Adolfo Horta aus Kuba.
Sein größter Erfolg gelang ihm 1984 bei den Olympischen Sommerspielen in Los Angeles, wo er die Silbermedaille im Federgewicht gewann. Er besiegte Ali Faki aus Malawi (5:0), Rafael Zuñiga aus Kolumbien (4:1), Charles Lubulwa aus Uganda (5:0) und Turgut Aykaç aus der Türkei (5:0), ehe er erst im Finale gegen Meldrick Taylor aus den USA (0:5) ausschied.
Im November 1986 wurde er Profi und bestritt 16 Kämpfe in Deutschland und Großbritannien, von denen er 15 gewann. Er beendete seine Profikarriere im Oktober 1990 nach einer t.K.o.-Niederlage gegen Patrick Kamy.